# Kilomètre zéro (émission de télévision)
Pour les articles homonymes, voir Kilomètre zéro.
Kilomètre zéro est une émission de télévision d’affaires publiques sur les régions du Québec, diffusée entre le 8 septembre 2008 et le 21 mars 2011 à Télé-Québec. Elle est animée par Karina Marceau, assistée de neuf correspondants régionaux.
Entre le documentaire et le magazine socioculturel, Kilomètre zéro propose une tournée des régions et présente les tendances sociales et les enjeux de société contemporains. L'émission présente un seul thème par émission.